# Șoicești, Alba
Șoicești este un sat în comuna Avram Iancu din județul Alba, Transilvania, România.